# Alain Perrin
Alain Perrin, född 7 oktober 1956 i Lure, är en fransk fotbollstränare och före detta spelare som senast var förbundskapten för Kinas fotbollslandslag.

## Klubbar som spelare
- SR Haguenau (1966–1970)
- Tomblaine (1970–1971)
- AS Nancy Lorraine (1971–1975)
- Varangéville (1976–1981)
- AS Nancy Lorraine (1983–1987)

## Klubbar som tränare
- Troyes AC (1993–2002)
- Olympique de Marseille (2002–2004)
- Al Ain (2004)
- Portsmouth (2005)
- FC Sochaux (2006–2007)
- Olympique Lyonnais (2007–2008)
- AS Saint-Étienne (2008–2009)
- Al-Khor (2010–2012)
- Qatars U-23 landslag (2012–2013) (OS)
- Al-Gharafa SC (2012–2013)
- Umm Salal SC (2013)
- Kinas landslag (2014–2016)

## Fotnoter
1. ↑  Alain Andre Christian PERRIN (på franska), läs online, läst: 9 mars 2025.[källa från Wikidata]
2. ↑  transfermarkt.com, transfermarkt.com tränar-ID: 2146, läst: 4 april 2022.[källa från Wikidata]